# Josep Iscà
Josep Iscà (Josephus Iscanus) fou un poeta llatí del segle xii, que vivia a les illes Britàniques.
Va escriure un poema sobre la guerra de Troia en sis llibres en vers hexàmetre, poema que de vegades ha estat atribuït a Corneli Nepos. Fou publicat per primer cop a Amsterdam el 1702.